# Auguste Ricard de Montferrand
Pour les articles homonymes, voir Ricard (homonymie).
Auguste Ricard de Montferrand (né à Paris le 23 janvier 1786, dans la paroisse de Chaillot, 16e arrondissement, et mort le 10 juillet 1858 à Saint-Pétersbourg) est un architecte français.

## Biographie
Henry Louis Auguste Ricard est le fils de Benoît Ricard (1747-1788), originaire de Montferrand (Puy-de-Dôme) et de Marie Françoise Louise Fistion dite Fistiony, née vers 1755 et décédée à Paris le 26 juillet 1823. Par conséquent, dès son enfance, on ajouta à son patronyme le nom de la ville de Montferrand en référence aux origines de son père et de ses ancêtres. Peu connu en France, Auguste Ricard de Montferrand est un architecte célèbre en Russie, car il est l’auteur de plusieurs ouvrages architecturaux importants, dont le plus célèbre est la cathédrale Saint-Isaac de Saint-Pétersbourg (construite de 1818 à 1858).
À vingt ans, Ricard intègre l’école spéciale d’architecture à Paris et alterne ses études avec le service armé dans les troupes de Napoléon.
En 1814, il a l'occasion de faire présenter à l'empereur Alexandre Ier un album de dessins et de projets divers (bibliothèque publique, colonne triomphale, statue équestre...), ce qui lui vaut d'être invité à se rendre en Russie.
En 1816, il fait le voyage jusqu'à Saint-Pétersbourg et il y reste jusqu'à sa mort, demeurant dans un hôtel particulier de la Moïka. Il réalise plusieurs projets, dont l'hôtel Lobanov-Rostrovski (1817-1820), des galeries marchandes et l'église du complexe de la foire industrielle de Nijni Novgorod (1817-1822), le manège de Moscou (1817-1825)...

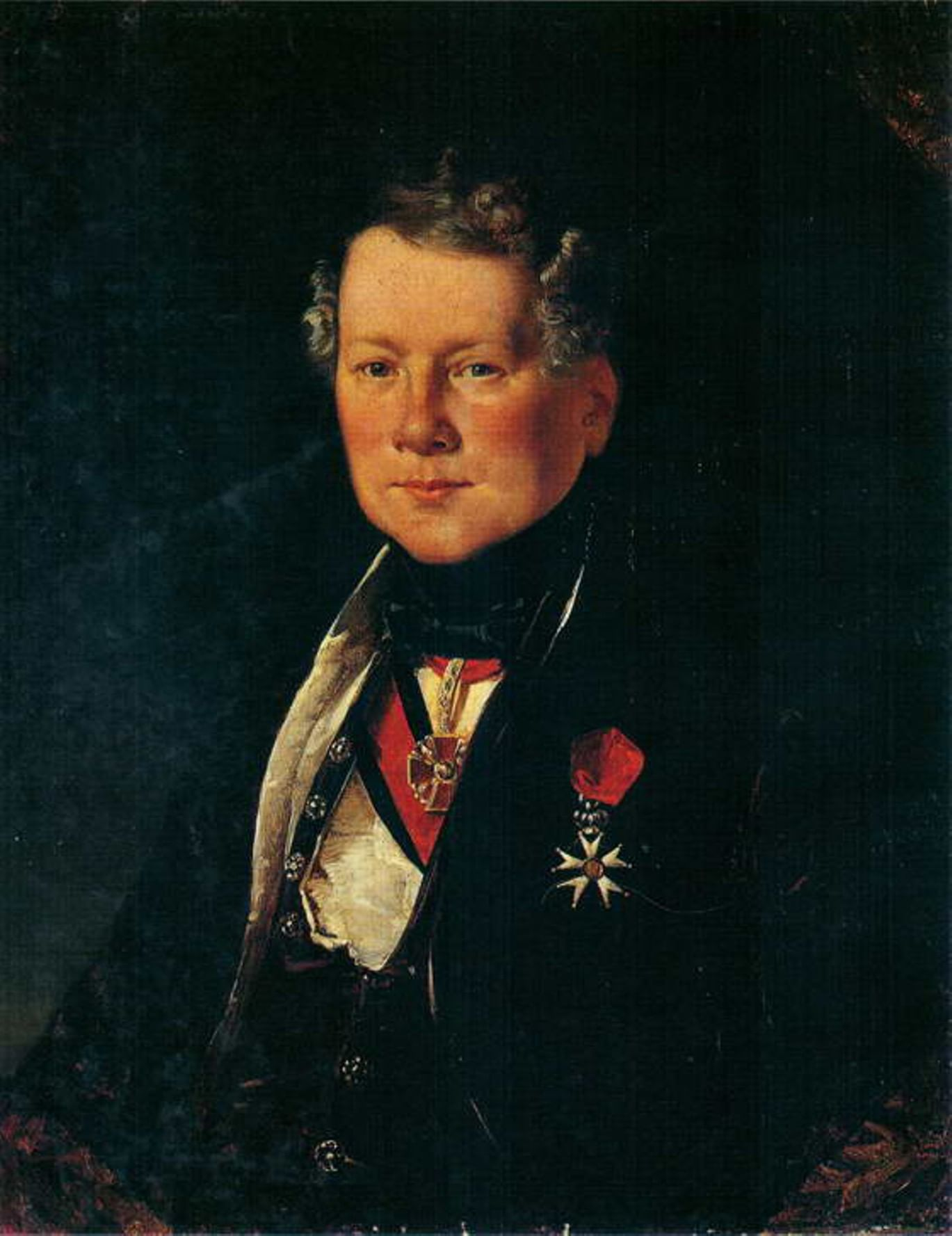
Auguste de Montferrand, par Eugène Pluchart, (après 1834)

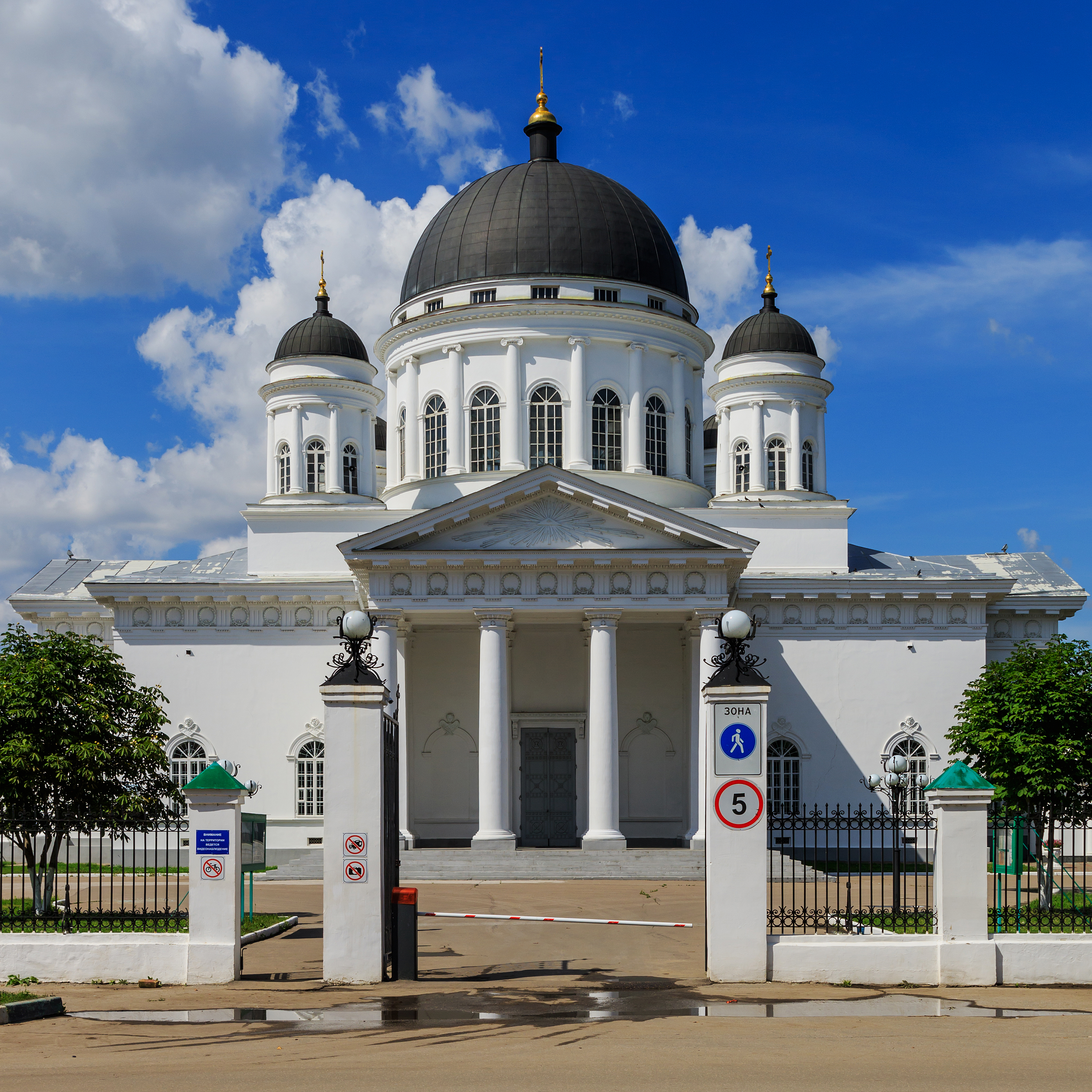
La cathédrale de la Transfiguration-du-Sauveur, à Nijni Novgorod (1822)

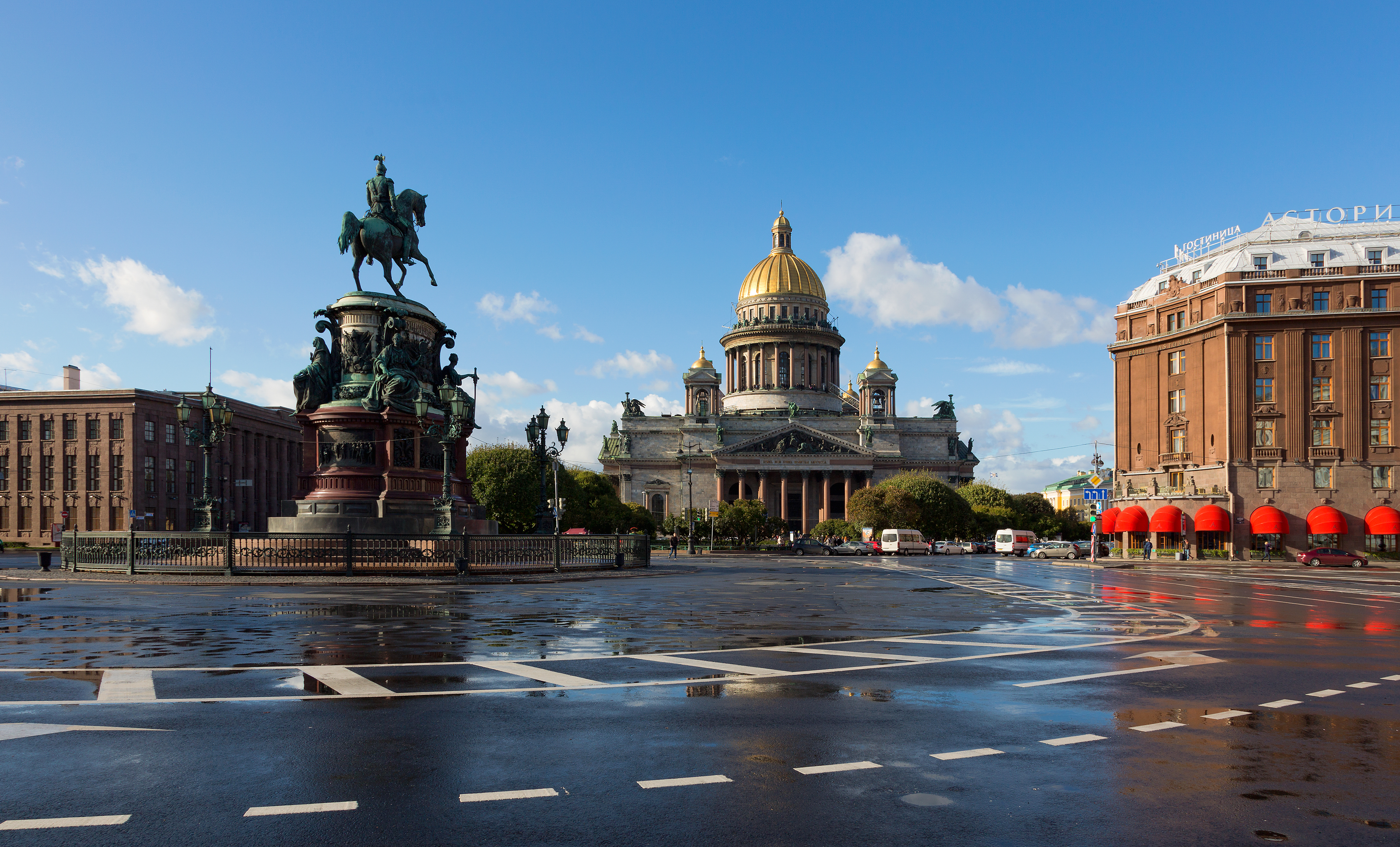
La cathédrale Saint-Isaac (1818-1858) et la statue de Nicolas Ier à Saint-Pétersbourg

Mais son chef-d'œuvre reste la cathédrale Saint-Isaac. Auguste Ricard de Montferrand réalise un album de 34 dessins qui sont présentés à l'empereur le 21 décembre 1816. Son projet est accepté et il est nommé architecte de la Cour. La première pierre est bénie le 26 juillet 1819. Les travaux pour les fondations commencent juste après et durent cinq années. Les trente-six colonnes de granit sont extraites en Finlande. Auguste de Montferrand doit mettre au point des techniques très élaborées pour leur transport et leur pose. La première colonne est érigée le 20 mars 1828. Les murs et les piliers intérieurs sont terminés en 1836 et il faut attendre 1848 pour que l'on termine de dorer la coupole du dôme. Dix années seront encore nécessaires pour que l'ensemble soit terminé.
Le résultat est à la mesure des aspirations de l'empereur et des ambitions de l'architecte qui souhaitait que sa cathédrale puisse être comparée aux plus somptueuses de toutes comme Saint-Pierre de Rome ou Saint-Paul de Londres. Après trente-neuf ans de travaux, Alexandre II inaugure la cathédrale le 30 mai 1858.
Une autre de ses célèbres réalisations est la conception et l'érection de la colonne d'Alexandre en 1836. L’architecte s’inspire de la colonne Trajan à Rome et se procure les roches granitiques nécessaires à la construction dans une carrière en Finlande. Trois mille soldats sont réquisitionnés pour l’érection de la colonne, qui pèse 600 tonnes et mesure 47,5 mètres.
La colonne alexandrine siège maintenant sur un piédestal à Saint-Pétersbourg. Elle valut à Ricard de Montferrand les éloges de l'empereur qui lui dira : «  Montferrand, vous vous êtes immortalisé ! ». Désormais, il reçoit également une pension et il achète un hôtel particulier au 86 quai de la Moïka.
Cette année 1836 est riche en événements, puisqu'il épouse Éloïse Virginie Véronique Pic dite de Bonnière, née à Saint-Cyr-du-Vaudreuil le 7 brumaire an VI (28 octobre 1797) et décédée à Meulan le 6 février 1868.
Toujours en 1836, il parvient par des procédés ingénieux à extraire des cavités de la terre une cloche moscovite nommée "la reine des cloches" et à l'installer sur un piédestal. Fondue en 1733, elle mesure 5,8 m de hauteur et pèse 210 tonnes. Un incendie en 1737 l'avait fait éclater et, depuis, elle était restée en partie enterrée.
Ricard de Montferrand est mort le 10 juillet 1858 (le 28 juin du calendrier julien) à Saint-Pétersbourg des suites d’une crise aiguë de rhumatismes, survenue après une pneumonie. Il voulait être enterré dans la cathédrale Saint-Isaac mais, comme il était catholique, ce n'était pas envisageable dans une église orthodoxe. La cérémonie eut donc lieu à la cathédrale Sainte-Catherine puis le cortège fit trois fois le tour de la cathédrale Saint-Isaac en hommage à son constructeur. Son inhumation eut lieu le 9 novembre 1858 au cimetière Montmartre à Paris.

## L'apport d'Auguste de Montferrand à l'architecture: l'éclectisme
Selon Catherine Chatin, « le Français Auguste de Montferrand fut l'architecte le plus important du néo-classicisme tardif, appelé en Russie «bas classicisme », et le fondateur de l'éclectisme ». La cathédrale Saint-Isaac est révélatrice de l'évolution de l'architecture en Russie au dix-neuvième siècle. L'utilisation des structures métalliques est audacieuse, l'architecture est influencée par l'orientalisme indien et mauresque. L'éclectisme est la réutilisation de formes anciennes et s'inspire de cultures très variées pour créer des formes ou des décors originaux. De nombreux documents de la main même de l'architecte (aquarelles, dessins, plans, commentaires, notes de travail...) permettent de mieux comprendre son travail et de juger ses réalisations à leur juste valeur.

## Réalisations architecturales

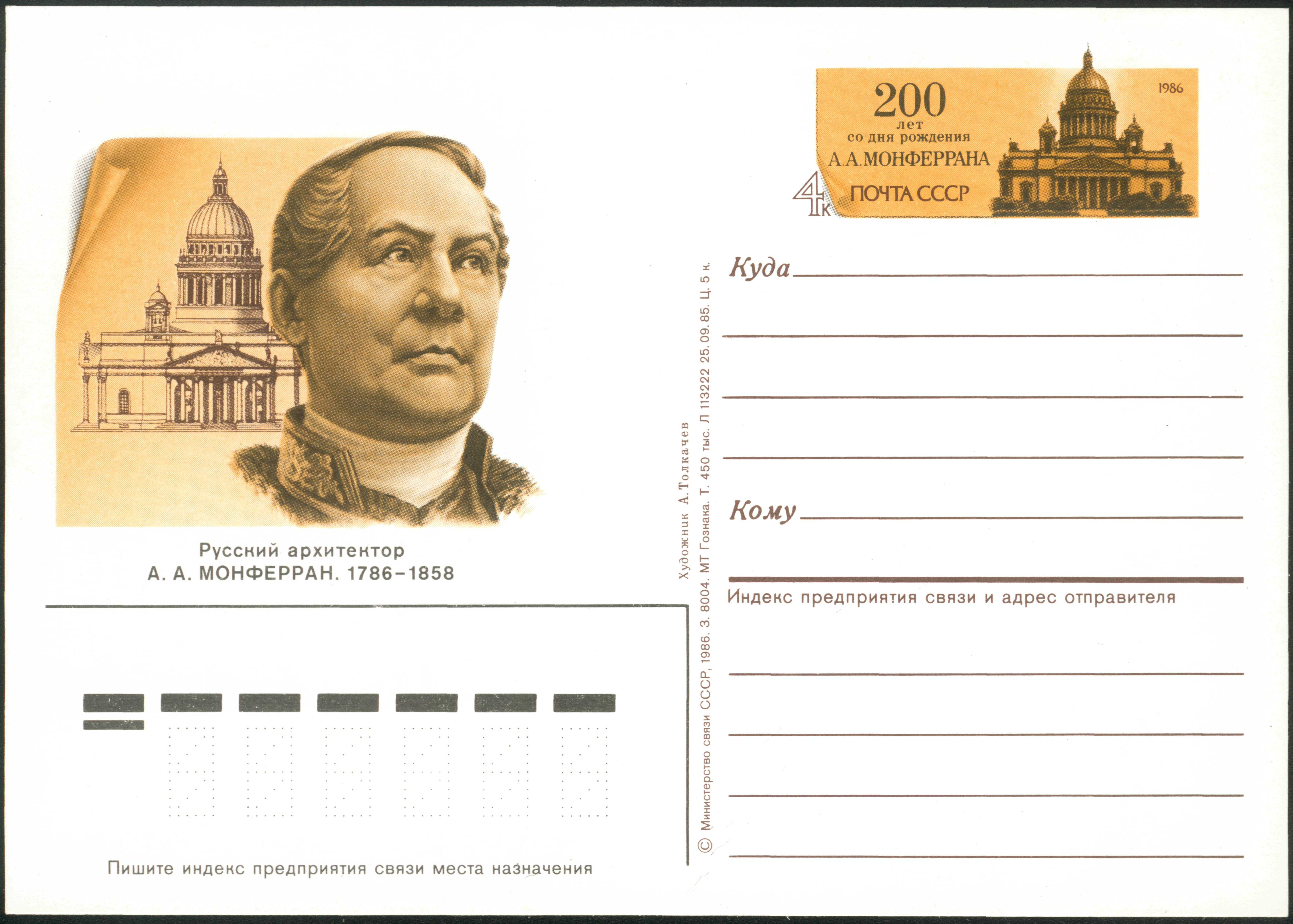
Timbre à l'effigie de Montferrand

| Dates     | Réalisations                                                                                   |
| --------- | ---------------------------------------------------------------------------------------------- |
| 1817      | Lycée Richelieu d'Odessa                                                                       |
| 1817-1820 | Palais Lobanov-Rostovsky                                                                       |
| 1818-1858 | cathédrale Saint-Isaac de Saint-Pétersbourg                                                    |
| 1819      | Palais Kotchoubeï                                                                              |
| 1817-1822 | Complexe industriel de la Foire de Nijni-Novgorod et cathédrale du Sauveur                     |
| 1817-1825 | Manège de Moscou                                                                               |
| 1823      | Parc Ekaterinov Vauxhall                                                                       |
| 1832-1836 | Érection de la colonne d’Alexandre à Saint-Pétersbourg                                         |
| 1837      | Participation à la réfection, après incendie, des décors du palais d'Hiver à Saint-Pétersbourg |
| 1856-1859 | Construction d'une statue équestre représentant l'empereur Nicolas Ier à Saint-Pétersbourg     |